# Budge Patty
Edward John Patty, més conegut com a Budge Patty   (Fort Smith, 11 de febrer de 1924 - Lausana, 3 d'octubre de 2021) va ser un tenista estatunidenc que va competir durant 15 anys després de la Segona Guerra Mundial. És reconegut especialment per haver guanyat dos títols de Grand Slam l'any 1950, el Torneig de Roland Garros i el Torneig de Wimbledon. Al llarg de la seva carrera va guanyar més d'una setantena de títols i va arribar a ser número 1 del món.